# Typhlodromus gouaniae
Typhlodromus gouaniae är en spindeldjursart som beskrevs av Schicha 1983. Typhlodromus gouaniae ingår i släktet Typhlodromus och familjen Phytoseiidae. Inga underarter finns listade i Catalogue of Life.